# Zoomastigine
Zoomastiginele reprezintă un grup de protiste asemănătoare animalelor. Acestea sunt flagelate. Hrănirea este exclusiv heterotrofă, trăiesc fie libere în mediul acvatic bogat în substanțe organice, unde își dobândesc nutrienții prin difuzie, fie ca parazit în cadrul unei gazde. Pot fi unicelulare sau pot forma colonii. Au pseudopode cu rol în deplasare și înglobarea particulelor de hrană. Sunt printre primele eucariote care au apărut. Reproducerea poate fi asexuată (prin fisiune binară), fie sexuată (doar unele specii). Nu prezintă mitocondrii. Unele specii sunt parazite si periculoase, precum Trypanosoma.